# Umm Jalal
Umm Jalal (tiếng Ả Rập: أم جلال) là một ngôi làng Syria nằm ở Al-Tamanah Nahiyah ở huyện Maarrat al-Nu'man, Idlib. Theo Cục Thống kê Trung ương Syria (CBS), Umm Jalal có dân số 2641 trong cuộc điều tra dân số năm 2004.